# Айрола, Матвей Матвеевич
Матвей Матвеевич Айрола (при рождении Алексантери Матвеевич Бруус; 18 марта 1882, Руоколахти — 12 октября 1939, Ленинград) — финский журналист, юрист и политик. Он был членом парламента Финляндии с 1908 по 1918 год, представляя Социал-демократическую партию Финляндии (СДП).
В 1918 году, во время Гражданской войны в Финляндии, Айрола входил в состав Совета народных уполномоченных Финляндии, правительства Финской социалистической рабочей республики. Он также был членом Центрального рабочего совета. Когда красные проиграли в войне, Айрола бежал в Советскую Россию, где работал учителем в Гатчине и Ленинграде. Он стал советским гражданином в 1927 году.
В 1938 году во время Большого террора Айрола был арестован органами НКВД и приговорён к пяти годам лишения свободы. Он умер в заключении 12 октября 1939 года. Посмертно реабилитирован советскими властями в 1957 г.